# Allochernes liwa
Allochernes liwa es una especie de arácnido  del orden Pseudoscorpionida de la familia Chernetidae.

## Distribución geográfica
Se encuentra en Sumatra (Indonesia).